# Rodolphe Giuglardo
 (décembre 2015).
 (décembre 2015).
Rodolphe Giuglardo, né le 7 juillet 1965 à Toulouse (Haute-Garonne), est un calligraphe, créateur de caractères, graveur de pierre et sculpteur français.

## Biographie
Son père, Michel Giuglardo, est peintre en lettres à Toulouse et dirige une entreprise de signalisation et travaux graphiques. Il vit dès l’enfance dans l’univers de la lettre et du graphisme[réf. nécessaire].
Il fréquente l'école des beaux-arts de Toulouse en section art graphique avec le professeur Bernard Arin de 1983 à 1988. De 1988 à 1990, il est à l'Atelier national de recherche typographique à l'Imprimerie nationale à Paris, où les formateurs sont José Mendoza y Almeida et Ladislas Mandel. En 1990-1991, il passe un CAP de tailleur de pierre à Bordeaux et se perfectionne en ornementation.[réf. nécessaire]
Il est formateur en art graphique et création typographique à l’EMSAT (École municipale supérieure des arts et techniques, aujourd’hui École professionnelle supérieure d’arts graphiques et d’architecture) de Paris (1988-1991), au Scriptorium de Toulouse (1992-2002), à l'école privée d'art graphique Intuit'Lab à Aix-en-Provence (2006-2007). Il est formateur en gravure lapidaire sous forme de cours particuliers.
En 1997, il est consacré Meilleur ouvrier de France, catégorie création de caractères typographiques.
Il a été reçu, le 9 octobre 2010, Compagnon du tour de France des devoirs unis, sous le nom de Languedoc cœur sincère’'.
Il a habité un temps au pied du massif de la Sainte-Baume et y a gravé plusieurs inscriptions sur les chemins des oratoires qui s’y trouvent.
Il a gravé sur pierre les plaques de rues de la ville de Sarlat (Dordogne), mais il travaille également sur des étiquettes de bouteilles de vin, des enseignes, des inscriptions commémoratives, des plaques professionnelles, des cadrans solaires ou horaires et réalisé divers monuments publics et privés.
Il a aussi repris une activité de peintre en lettres pour réaliser des enseignes.[réf. nécessaire]

## Œuvres
- Monument pour le cessez-le-feu en Algérie[6].
- Borne commémorative de la Voie Saint-Louis[7].
- Blason de ville pour Rougiers